# Frankrijk op de Olympische Winterspelen 1924
Tijdens de Olympische Winterspelen van 1924 die in Chamonix werden gehouden, was Frankrijk als gastland een van de zestien deelnemende landen.
Frankrijk schreef 57 deelnemers in waarvan 41 mannen en twee vrouwen (bij het kunstschaatsen) aan de spelen deelnam in negen takken van sport. De Franse delegatie werd met drie bronzen medailles negende in het medailleklassement.
Vijf deelnemers namen ook deel aan de Olympische Zomerspelen 1920 bij het paarrijden (kunstschaatsen) (Charles en Simone Sabouret) en het ijshockeytoernooi (Pierre Charpentier, Leon Quaglia en Alfred De Rauch).

## Medailleoverzicht
| Sport                | Olympiër                                                        | Discipline  | Medaille |
| -------------------- | --------------------------------------------------------------- | ----------- | -------- |
| Curling              | Olympisch team                                                  | mannen      | Brons    |
| Kunstrijden          | Andrée Joly Pierre Brunet                                       | paarrijden  | Brons    |
| Militaire patrouille | André Vandelle Camille Mandrillon G. Berthet Maurice Mandrillon | mannen team | Brons    |

## Deelnemers en resultaten

### Bobsleeën
| Olympiër                                                      | Discipline  | Resultaat | Prestatie                                       |
| ------------------------------------------------------------- | ----------- | --------- | ----------------------------------------------- |
| André Berg Henri Aldebert Gérard André Jean de Suarez d'Aulan | 4/5-mansbob | 4e        | 6.22,95 (1.39,35 / 1.34,99 / 1.36,68 / 1.31,93) |
| Etienne Legrand Georges Izard Jacques Jany François Legrand   | 4/5-mansbob | dnf       | (4.29,01 / niet gestart / 2.00,79 / 1.56,58)    |

De reserves bij het bobsleeën, R. De La Fregeoliere, E. Lemaitre, H. Maux Saint-Marc en F. Verne namen niet deel.

### Curling
| Olympiër                                          | Discipline | Resultaat | Prestatie                          |
| ------------------------------------------------- | ---------- | --------- | ---------------------------------- |
| Gérards André F. Cournollet P. Canivet A. Bénédic | mannen     | Brons     | 10-18 Zweden 4-46 Groot-Brittannië |

Henri Aldebert en R. Planque namen niet aan de wedstrijden deel.

### Kunstrijden
| Olympiër                         | Discipline | Resultaat | Prestatie             |
| -------------------------------- | ---------- | --------- | --------------------- |
| Pierre Brunet                    | mannen     | 8e        | pc. 54; 268.61 punten |
| Andre Malinet                    | mannen     | 11e       | pc. 77; 202.46 punten |
| Andrée Joly                      | vrouwen    | 5e        | pc. 38; 231.92 punten |
| Pierre Brunet Andrée Joly        | paarrijden | Brons     | pc. 22; 9.89 punten   |
| Charles Sabouret Simone Sabouret | paarrijden | 9e        | pc. 61; 7.15 punten   |

### Langlaufen
| Olympiër              | Discipline | Resultaat | Prestatie |
| --------------------- | ---------- | --------- | --------- |
| Gilbert Ravanel       | 18 km      | 20e       | 1:35.33   |
| André Vandelle        | 18 km      | 29e       | 1:43.58   |
| Dennis Couttet        | 18 km      | dnf       |           |
| Martial Payot         | 18 km      | dnf       |           |
| Edouard Poutail-Noble | 50 km      | 15e       | 4:58.27   |
| Andre Perrin          | 50 km      | 16e       | 5:04.16   |
| Andre C. Medy         | 50 km      | 18e       | 5:10.44   |
| Andre Bluffet         | 50 km      | dnf       | opgave    |

### Militaire patrouille
| Olympiër                                                             | Discipline  | Resultaat | Prestatie   |
| -------------------------------------------------------------------- | ----------- | --------- | ----------- |
| Camille Mandrillon Maurice Mandrillon André Vandelle Georges Berthet | mannen team | Brons     | 4:18:53 (2) |

De ook voor de militaire patrouille ingeschreven F. Mandrillon, N. Monnet, P. Simond en N. Vallier kwamen niet in actie.

### Noordse combinatie
| Olympiër        | Discipline | Resultaat | Prestatie                                                            |
| --------------- | ---------- | --------- | -------------------------------------------------------------------- |
| Klebert Balmat  | mannen     | 10e       | 12.333 punten 18 km: 10.375 (1:33.49) schans: 14.295 (35,0 + 35,0 m) |
| Gilbert Ravanel | mannen     | 18e       | 11.063 punten 18 km: 9.500 (1:35.33) schans: 12.265 (31,0 + 33,0 m)  |
| André Vandelle  | mannen     | 20e       | 8.167 punten 18 km: 5.375 (1:43.58) schans: 10.958 (26,0 + 28,0 m)   |
| Martial Payot   | mannen     | dnf       | 18 km: opgave schans: niet gestart                                   |

### Schaatsen
| Olympiër               | Discipline                            | Resultaat          | Prestatie                             |
| ---------------------- | ------------------------------------- | ------------------ | ------------------------------------- |
| George De Wilde        | 500 m 1500 m 5000 m 10.000 m          | 21e 18e 19e dnf    | 54,8 2.55,0 10.39,8 opgave            |
| André Gegout           | 500 m 1500 m 5000 m 10.000 m allround | 20e 16e 18e 15e 9e | 53,2 2.54,4 10.15,4 21.03,4 36 punten |
| Albert Hassler         | 500 m 1500 m 5000 m 10.000 m          | 18e dns            | 50,6                                  |
| Leonard “Leon” Quaglia | 500 m 1500 m 5000 m 10.000 m allround | 15e 14e 9e 7e 6e   | 48,4 2.37,0 9.08,6 18.25,0 25 punten  |

### Schansspringen
| Olympiër        | Discipline | Resultaat | Prestatie                    |
| --------------- | ---------- | --------- | ---------------------------- |
| Klebert Balmat  | mannen     | 15e       | 15.50 punten (36,0 + 39,0 m) |
| Gilbert Ravanel | mannen     | 22e       | 12.39 punten (32,5 + 32,0 m) |
| Martial Payot   | mannen     | 25e       | 7.35 punten (val + 32,5 m)   |
| Louis Albert    | mannen     | dnf       | (2x gevallen)                |

### IJshockey
| Olympiër | Discipline | Resultaat | Prestatie |
| --- | ---------- | --------- | --- |
| Albert Hassler Leonard “Leon” Quaglia André Charlet Pierre Charpentier Jacques Chaudron Raoul Robert Couvert Alfred De Rauch Maurice Del Valle Charles Lavaivre Jean Joseph Monnard Calixte “Charles” Payot Philippe Payot | mannen     | 5e        | groep B: 3e 2 - 15 Frankrijk - Groot-Brittannië 0 - 22 Frankrijk - Verenigde Staten 7 - 5 Frankrijk - België |

De reservespelers George De Wilde, P.E. Bouillin, L. Brasseur, H. Couttet, H. Levy-Grunwald en G. Simond kwamen niet in actie.
België · Canada · Finland · Frankrijk · Groot-Brittannië · Hongarije · Italië · Joegoslavië · Letland · Noorwegen · Oostenrijk · Polen · Tsjecho-Slowakije · Verenigde Staten · Zweden · Zwitserland